# Partners in Crime (film 1913 Myers)
Partners in Crime è un cortometraggio muto del 1913 diretto da Harry Myers e prodotto dalla Lubin. Il regista è, nei panni di un detective, protagonista del film che vede tra gli altri interpreti Ethel Clayton e Earl Metcalfe.

## Produzione
Il film fu prodotto dalla Lubin Manufacturing Company.

## Distribuzione
Distribuito dalla General Film Company, il film - un cortometraggio in tre bobine - uscì nelle sale USA il 20 novembre 1913.